# Љубодраг Обрадовић
Љубодраг Обрадовић (Треботин, 1954) крушевачки је песник. Био је директор и главни и одговорни уредник Културног центра Крушевац, а сада је председник Удружења песника Србије, са седиштем у Крушевцу.

## Биографија
Љубодраг Обрадовић је рођен 17.09.1954. године у Треботину, општина Крушевац. Завршио је Економски факултет у Нишу. Живи у Треботину, селу у близини Крушевца. Радио је у ТП Крушевац, Пореској управи Србије и Културном центру Крушевац, где је био директор и главни и одговорни уредник ове установе. Сада је председник Удружења песника Србије - Поезија СРБ са седиштем у Крушевцу.

## Рад у култури
Његова посвећеност се огледа у свим сегментима културног и друштвно-политичог живота своје средине. Посебно је активан у Културном аматеризму и познат је као идејни творац и један од оснивача ФЕДРАРА - Фестивала драмског аматеризма Расинског округа, о чему сведочи и награда Културно просветне заједнице Крушевац за најбољег појединца у културном аматеризму Града Крушевца за такмичарску 2007/2008. годину. Добитник је и других бројних награда и признања, а посебно ваља истаћи награду 18 ФЕБРУАР коју је добио од своје установе Културног центра Крушевац за ангажовање у њеном раду, признање ПОВЕЉА за 40 година трајења и значења ФЕДРАСА из Малог Црнића и признање повеља капетан Миша Анастасијевић за афирмацију културног стваралаштва.
Такође, захваљујући његовој посвећености инициране су и манифестације: За мирис божура којом песници дижу свој глас за очување Косова у Србији песничком манифестацијом која се реализује широм Србије и Расејања; Песници Драјинцу у походе у сарадњи са Културним центром Драјинац и Народном библиотеком Рака Драјинац из Блаца; Моравски цароставник у Белој Води, Песничка прпођења у Коњуху, Врело Светог Јована у Макрешану, Ћирилица у Треботину; програм Носталгија у коме се Крушевљанима у сарадњи са Радио Крушевцом представљају културне вредности Крушевца.
Иницирао је и следеће програме: Сликамо за КЦК и циклус трибина Крушевац памти које имају за циљ да подсете на значајна имена из историје Крушевца из области политике, спорта, културе, просвете, науке и сл...
Као директор КЦК дао је свој допринос идеји обнове сајма књига Расинског округа на коме се додељује награда РАСИНСКИ ЦВЕТ за најбољу књигу и издавача Расинског округа и успоставио и наставио међународну сарадњу Културног центра са установама културе у Бугарској (Хасково), Италији (Сан Бартоломео) и Црној Гори (Пљевља), отворио просторе КЦК-а за бројна удружења грађана у области културе (за фрулаше, хорове, градске оркестре, соло певаче, фолклор итд...

## Књижевни рад
До сада је самостално објавио шест књига:
- Твоје ћутање ми говори,[1] 1990. - издавач Куд Вук Караџић, Треботин
- Живети слободно,[2] 2010. - издавач Порески саветник, Крушевац
- Мирис божура, 2011. - издавач Порески саветник, Крушевац
- Богиња, 2012. - издавач Порески саветник, Крушевац и
- Кругови, 2013. - издавачи: Културни центар Крушевац и Удружење песника Србије - Поезија СРБ, Крушевац
- Укротити етар, 2017. - издавач: Удружење песника Србије - ПоезијаСРБ, Крушевац

Песме су му објављиване и у бројним заједничким књигама и часописима у Србији и ван земље.
Оснивач је и власник сајта www.poezijascg.com који окупља преко 600 песника из Србије и света, које спаја идеја да се и "песмом може мењати свет", а који је већ прерастао у портал поезије (можда најбољи у Србији) са следећим садржајима: www.poezija.rs (поезија коју песници, чланови портала, самостално постављају); поезија.срб (званични сајт Удружења песника Србије - ПоезијаСРБ); www.poezija.in (поезија аутора)... Поред представљања поезије на сајту и виртулног дружења песника из Србије и расејања, чланови сајта имали су до сада и 20 дружења широм Србије (Београду, Крушевцу, Треботину, Грзи, Параћину, Ћуприји, Шиду, Алексинцу, Лесковцу...), а објавили су и седам Зборника поезије: Први пут, Љубавни рецепат, Ветрењача, Окретање точка, За мирис божура, Пијемо живот и ја, и Загонетка Драјинац.
Посебан дан за њега "и тачка на i" је свакако 17.09.2012. године када је са групом крушевачких песника оснивао Удружење песника Србије - Поезија СРБ са седиштем у Крушевцу и тако свом ентузијазму и преданом раду на ширењу домашаја поезије дао прави и потребан оквир. Удружење објављује два пута годишње Часопис за поезију - Поезија СРБ и до сада су објављена 7 бројева.